# Shotter's Nation
Shotter's Nation è il secondo album della band rock inglese Babyshambles. L'album è stato pubblicato il 1º ottobre 2007 dalla Parlophone con un generale apprezzamento da parte della critica. Negli Stati Uniti l'album è stato pubblicato il 23 ottobre dalla Astralwerks. Il primo singolo estratto è Delivery.

## Il disco
L'album è stato prodotto da Stephen Street (produttore di The Smiths, Blur, Kaiser Chiefs e The Zutons) e registrato agli Olympic Studio di Londra. In un'intervista all'NME, Pete Doherty ha detto che all'album ha collaborato anche Albert Hammond Jr., chitarrista dei The Strokes, ma non ha menzionato il nome della traccia. L'edizione limitata contiene un'intervista di 40 minuti, cinque brani registrati al Boogaloo, il 5 luglio 2007 e il video musicale di Delivery. La copertina dell'album disegnata da Alizé Meurisse è basata sul quadro The Death of Chatterton di Henry Wallis (1856). È stato riportato che Kate Moss non ha chiesto alcun diritto per i brani scritti a quattro mani con Pete Doherty.
La canzone There She Goes è spesso stata comparata dai giornalisti a The Lovecats dei The Cure. Drew McConnell ha dichiarato in un'intervista che la band voleva che questa canzone suonasse come Walk on the Wild Side di Lou Reed.
La band ha suonato in vari show televisivi e radiofonici in Gran Bretagna e in Francia. I Babyshambles hanno anche suonato a Monaco di Baviera all'Olympiahalle per gli MTV Europe Music Awards con il brano Delivery.

## Tracce
1. Carry on up the Morning (Peter Doherty, Michael Whitnall) - 2:58
2. Delivery (Doherty, Whitnall) - 2:42
3. You Talk (Doherty, Kate Moss) - 3:30
4. UnBiloTitled (Doherty, Peter Wolfe, Adam Ficek) - 3:52
5. Side of the Road (Doherty) - 2:09
6. Crumb Begging Baghead (Doherty, Whitnall) - 3:44
7. Unstookie Titled (Doherty, Whitnall, Ficek) - 4:30
8. French Dog Blues (Doherty, Ian Brown, Moss) - 3:32
9. There She Goes (Doherty) - 3:36
10. Baddie's Boogie (Doherty, Whitnall, Moss) - 3:55
11. Deft Left Hand (Doherty, Whitnall, Moss) - 4:04
12. Lost Art of Murder (Doherty) - 4:38

### DVD edizione limitata:We Like To Boogaloo
- The Boogaloo Tapes (Track by track interview)
- Live at the Boogaloo

1. Delivery
2. Baddie's Boogie
3. UnBiloTitled
4. There She Goes
5. Pipedown

- Delivery (video)

## Classifiche
| Classifiche (2007)        | Peak position |
| ------------------------- | ------------- |
| Classifica inglese        | 5             |
| Classifica australiana    | 14            |
| Classifica belga Chart    | 45            |
| Classifica francese Chart | 17            |
| Classifica tedesca        | 18            |
| Classifica irlandese      | 19            |
| Classifica italiana       | 71            |
| Classifica norvegese      | 32            |
| Classifica svedese Chart  | 13            |
| Classifica svizzera       | 29            |
| Classifica mondiale       | 29            |

## Formazione
- Pete Doherty - voce, chitarra
- Drew Mcconnell - basso
- Adam Ficek - batteria
- Mick Whitnall - chitarra elettrica